# Sternidius centralis
Sternidius centralis là một loài bọ cánh cứng trong họ Cerambycidae.